# Tang Bin
Tang Bin (chiń. upr. 唐宾; chiń. trad. 唐賓; pinyin Táng Bīn; ur. 25 kwietnia 1986 w Liaoning) – chińska wioślarka.

## Osiągnięcia
- Mistrzostwa Świata – Eton 2006 – czwórka podwójna – 4. miejsce[1].
- Mistrzostwa Świata – Monachium 2007 – czwórka podwójna – 3. miejsce[1].
- Igrzyska Olimpijskie – Pekin 2008 – czwórka podwójna – 1. miejsce[1].